# Aegiochus coroo
Aegiochus coroo là một loài chân đều trong họ Aegidae. Loài này được Bruce miêu tả khoa học năm 1983.